# Razvedrilna matematika
Razvedrílna ali rekreatívna matemátika vsebuje mnogo matematičnih iger in lahko pokriva tudi področja, kot so logika in druge uganke z deduktivnim mišljenjem. Nekateri najbolj zanimivi problemi s tega področja ne zahtevajo znanja naprednejše matematike.
Vsebina razvedrilne matematike lahko vsebuje tudi drugo snov, kot je estetika matematike in svojske ali zabavne zgodbe in naključja o matematiki in matematikih. Njen največji prispevek je njena zmožnost zbujanja radovednosti in navdahnjenja za nadaljnje proučevanje matematike.
Razvedrilna matematika vsebuje področja, kot so magični kvadrati in raziskovanje fraktalov s pomočjo računalnikov.
Največja publikacija s tega področja je Journal of Recreational Mathematics.
Najpomembnejši zagovorniki razvedrilne matematike so:
- Martin Gardner, avtor Matematičnih iger (Mathematical Games), rubrike v reviji Scientific American, ki že dolgo obstaja
- Douglas Richard Hofstadter
- John Horton Conway
- Henry Ernest Dudeney
- Clifford A. Pickover, avtor več knjig o razvedrilni matematiki
- Piet Hein
- Samuel Loyd
- Walter William Rouse Ball
- Raymond Smullyan
- H.S.M. »Donald« Coxeter